# Daniel Ricciardo
Daniel Ricciardo, né le 1er juillet 1989 à Perth en Australie-Occidentale, est un pilote automobile australien. Il a couru de 2014 à 2018 dans l'écurie autrichienne Red Bull Racing, pour laquelle il a obtenu sept victoires, trois pole positions, treize meilleurs tours en course et 29 podiums, puis il s'engage avec Renault à partir de la saison 2019, avec qui il obtient en 2020 son 30e podium, avant de rejoindre McLaren en 2021 où il remporte sa huitième victoire.
Soutenu par Red Bull depuis son adolescence, il remporte deux titres en monoplace en 2008 et 2009. Après une très bonne saison en Formula Renault 3.5 Series en 2010, il fait ses débuts en Formule 1 en 2011, d'abord en tant que troisième pilote Toro Rosso puis avec HRT Formula One Team, où il remplace Narain Karthikeyan à partir du Grand Prix de Grande-Bretagne. Il retrouve Toro Rosso en tant que titulaire en 2012 puis prend la place de son compatriote Mark Webber chez Red Bull Racing en 2014. Coéquipier du quadruple champion du monde en titre Sebastian Vettel, il remporte cette année-là sa première victoire au Canada et devient l'un des acteurs majeurs du paddock, très souvent candidat au podium. En équipe avec Max Verstappen depuis 2016, il comptabilise cinq victoires en Formule 1 à l'issue de la saison 2017, année où il obtient son meilleur total de podiums, au nombre de neuf. En 2018, il remporte deux nouvelles victoires (Chine et Monaco) lors des six premières courses.
Son style de pilotage agressif, ses dépassements osés, comme celui sur trois voitures, élu comme le plus beau de l'année et qui lui a permis de remporter le Grand Prix d'Azerbaïdjan 2017, ainsi que son large sourire font de Daniel Ricciardo l'un des pilotes les plus charismatiques et les plus appréciés par les fans.
En fin de contrat avec Red Bull et malgré la volonté de l'écurie autrichienne de le conserver, il signe chez Renault F1 Team pour 2019 et 2020. Le 14 mai 2020, alors que le championnat n'a pas encore pu démarrer, l'écurie McLaren Racing annonce avoir recruté Daniel Ricciardo pour la saison 2021 en remplacement de Carlos Sainz Jr. qui est pour sa part engagé par la Scuderia Ferrari. Il doit attendre soixante-sept Grand Prix pour renouer avec la victoire, au volant de la McLaren MCL35M, le 12 septembre 2021 à l'arrivée du Grand Prix d'Italie. En dehors de cette victoire, ses résultats sont en demi-teinte et, alors qu'il est encore sous contrat avec McLaren pour la saison 2023, il doit abandonner le volant de la monoplace orange à la fin de la saison 2022. Faute de volant en 2023, Ricciardo retourne chez Red Bull Racing en tant que pilote d'essai ; il redevient titulaire, chez AlphaTauri où il avait déjà été pilote en 2012 et 2013, à partir du Grand Prix de Hongrie en remplacement de Nyck de Vries. 
Titulaire chez Racing Bulls en 2024, il est remplacé par Liam Lawson après le Grand Prix de Singapour, où il réalise le meilleur tour en course.

## Biographie
Daniel Joseph Ricciardo naît le 1er juillet 1989 à Perth. Il possède des origines siciliennes. Son père Giuseppe "Joe" Ricciardo, né à Ficarra dans la province de Messine, a déménagé très jeune en Australie. Sa mère Gracia "Grace" Ricciardo est née en Australie de parents calabrais.

### 2011: essayeur chez Toro Rosso puis titulaire avec HRT

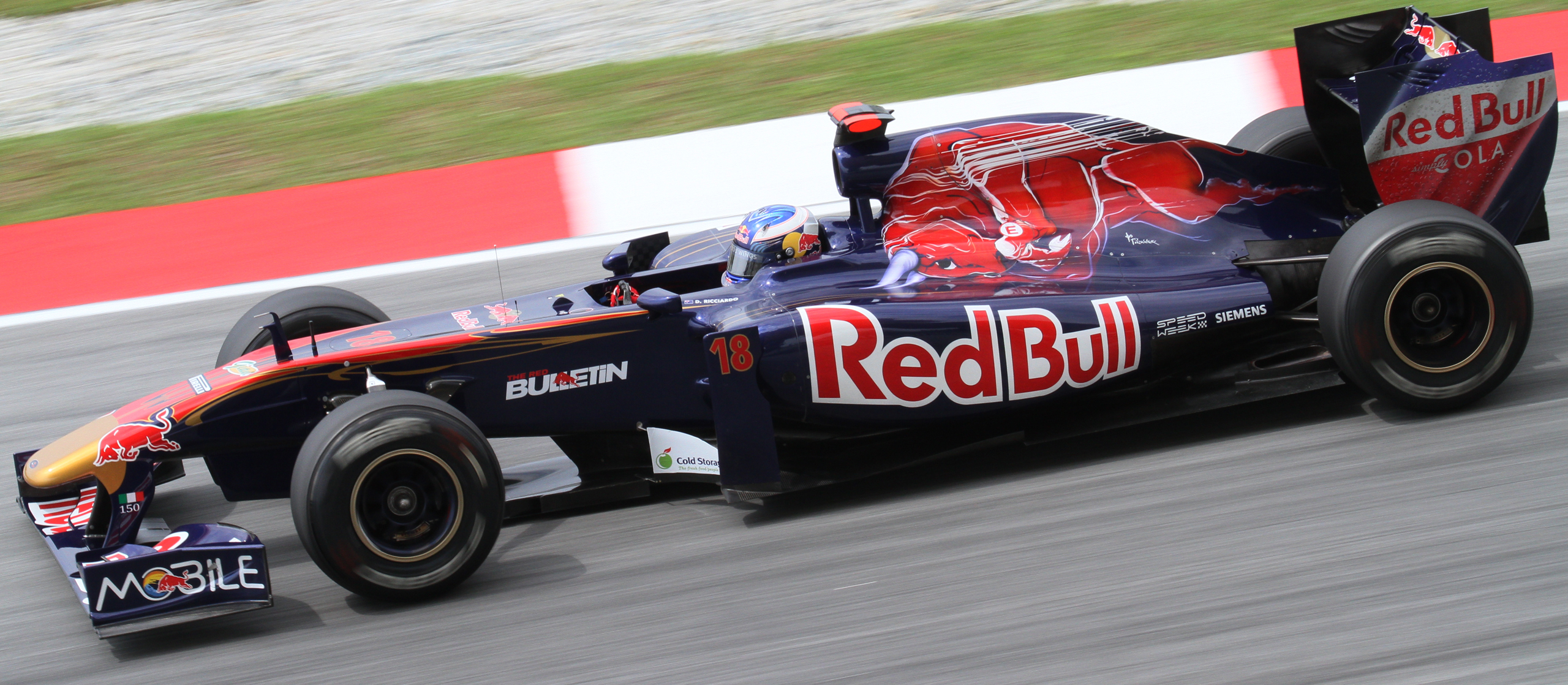
Ricciardo prend part à des séances d'essais libres avec Toro Rosso en début de saison 2011, comme ici, au Grand Prix de Malaisie 2011.

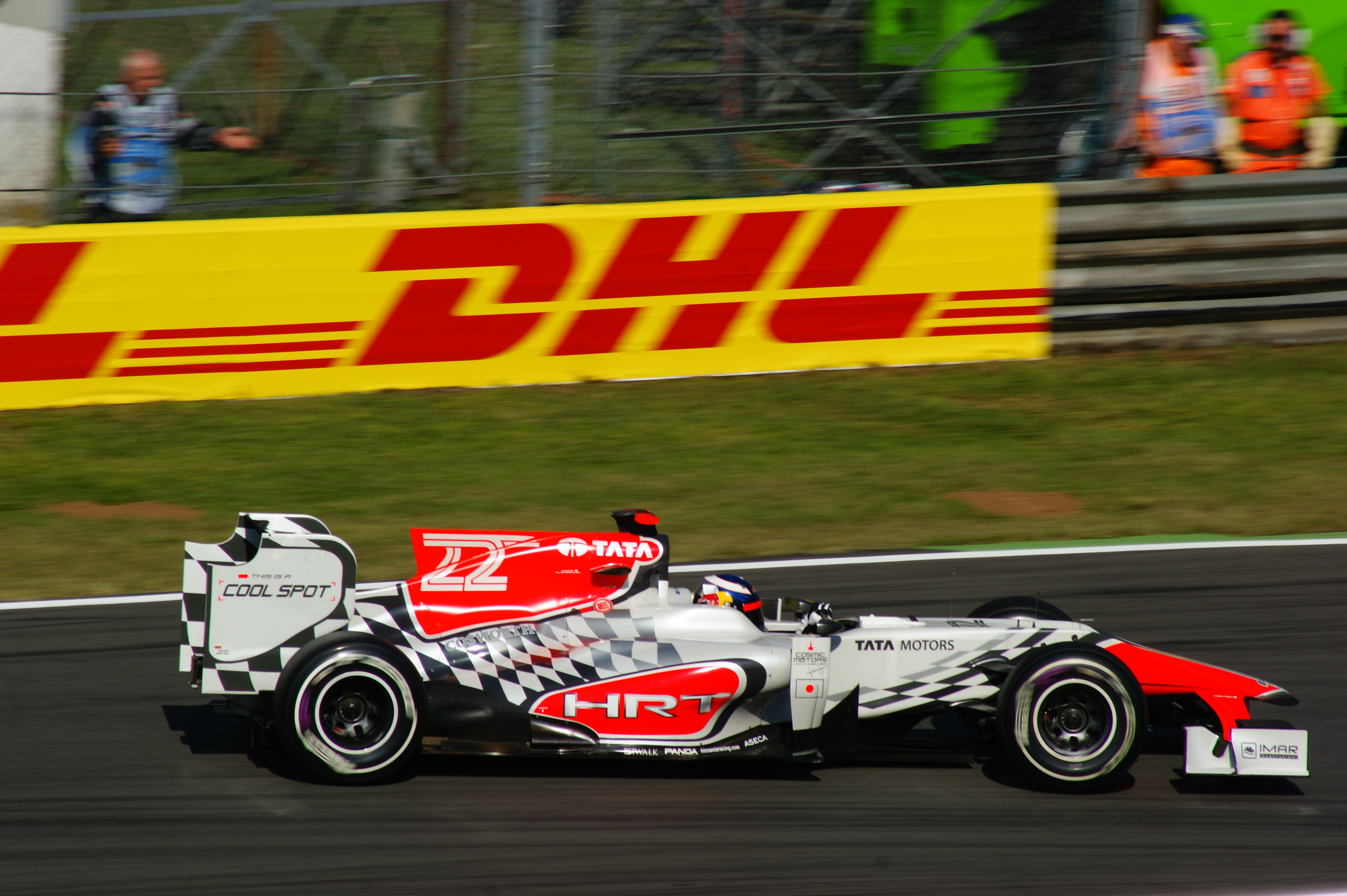
Ricciardo dispute ses premiers Grands Prix chez HRT, comme celui d'Italie.

Pilote de réserve chez Red Bull Racing depuis 2009, Daniel Ricciardo est titularisé le jour de ses 22 ans dans l'écurie espagnole HRT, en remplacement de Narain Karthikeyan, pour accumuler de l'expérience en vue de sa titularisation possible en 2012 chez Toro Rosso.
Pour son premier Grand Prix, en Grande-Bretagne, sur le circuit de Silverstone, Daniel se qualifie à la dernière position sur la grille, à cinq dixièmes de son coéquipier Vitantonio Liuzzi, il termine dix-neuvième et dernier du Grand Prix, juste derrière son coéquipier. En Allemagne, il se qualifie à la vingt-deuxième position et termine à nouveau dix-neuvième. Il se qualifie à nouveau en avant-dernière ligne et termine dix-huitième en Hongrie avant d'abandonner en Belgique, à cause de vibrations sur sa monoplace. En Italie, il termine la course mais n'est pas classé, terminant à quatorze tours du vainqueur. À Singapour, Ricciardo se qualifie avant-dernier et termine dix-neuvième. Il termine ensuite vingt-deuxième au Japon, dix-neuvième en Corée du Sud, dix-huitième en Inde. Il abandonne au quarante-huitième tour du Grand Prix d'Abou Dabi, sur un problème électrique, et termine vingtième et dernier du Grand Prix du Brésil.
Au terme de sa première saison en Formule 1, il ne totalise que deux abandons, imputables à sa monoplace. Sa meilleure qualification est une vingtième place (à Abou Dabi) et son meilleur résultat en course est une dix-huitième place (en Hongrie et en Inde). Il se classe vingt-sixième du championnat du monde, juste devant son coéquipier Karthikeyan qu'il a remplacé. Ces résultats probants lui permettent d'intégrer l'écurie Toro Rosso pour la saison 2012.

### 2012-2014: titulaire chez Toro Rosso

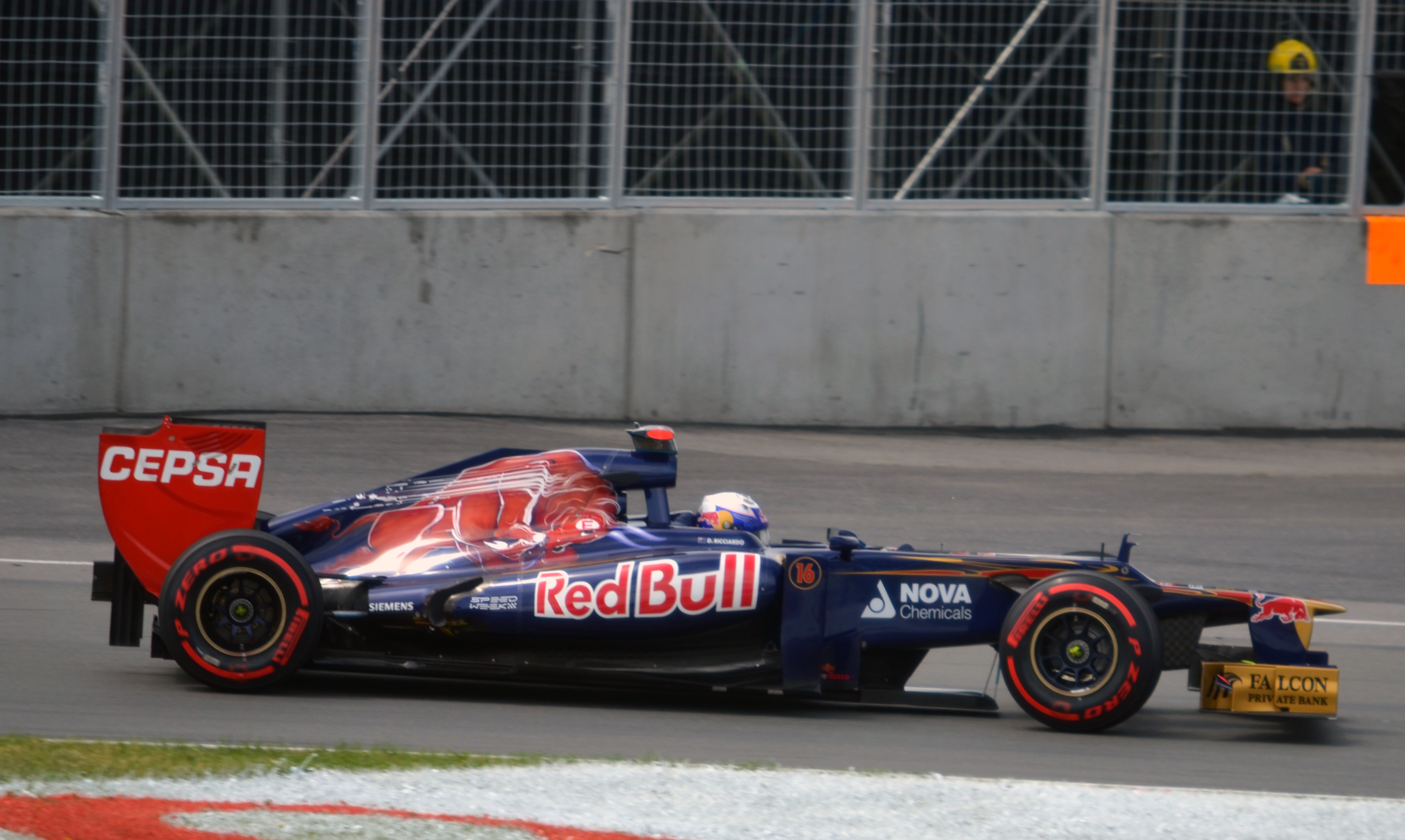
Daniel Ricciardo au Grand Prix du Canada 2012.

Membre de la filière Red Bull, Ricciardo est titularisé au sein de Scuderia Toro Rosso aux côtés de Jean-Éric Vergne. Sa saison démarre par une qualification en Q3 et la dixième place sur la grille de départ du Grand Prix d'Australie. Il termine sa première course pour sa nouvelle écurie en inscrivant ses premiers points en Formule 1 grâce à sa neuvième place finale. À Bahreïn, il atteint à nouveau la dernière phase qualificative et obtient la sixième place sur la grille de départ, sa meilleure qualification depuis ses débuts. Il ne concrétise pas en course où il se classe quinzième. Il lui faut attendre le Grand Prix de Belgique pour qu'il inscrive de nouveau points avec la neuvième place finale malgré une qualification en seizième position. Deux courses plus tard, à Singapour, il termine à nouveau neuvième et entame une honorable « tournée orientale » puisqu'il inscrit un point au Japon, deux en Corée et son dernier point de la saison à Abou Dabi.
Au terme de sa première saison complète en Formule 1, il est entré à six reprises dans les points et a inscrit 10 points, soit six de moins que son coéquipier. Il se classe dix-huitième du championnat du monde des pilotes, derrière son coéquipier Vergne. Ces résultats lui permettent de renouveler son contrat de pilote au sein de l'écurie Toro Rosso. L'année suivante, Ricciardo termine quatorzième du championnat avec 20 points.

### 2014: passage chez Red Bull et premières victoires

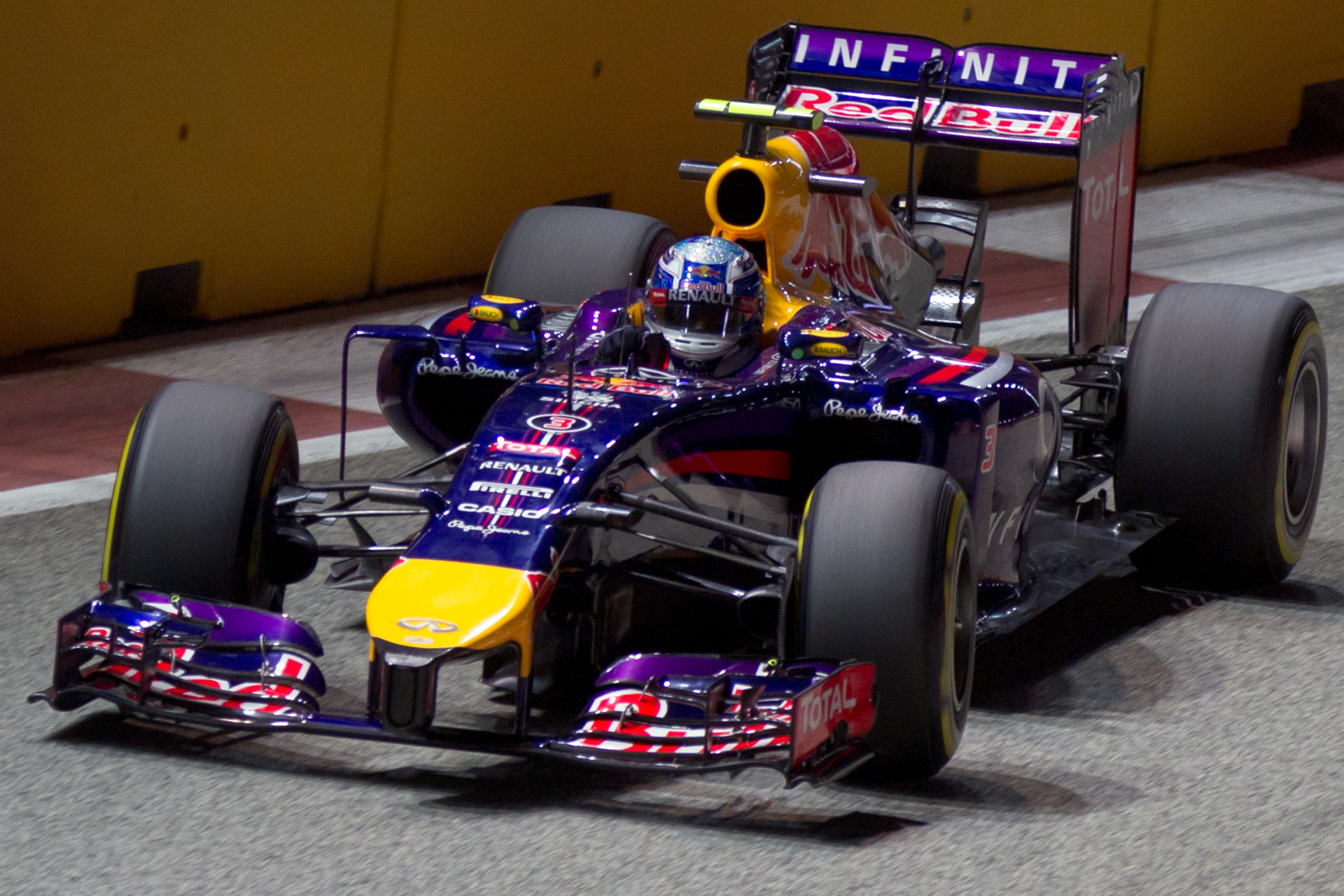
Daniel Ricciardo lors du Grand Prix de Singapour 2014.

En 2014, Daniel Ricciardo pilote aux côtés de Sebastian Vettel dans l'écurie Red Bull Racing.
Il dispute son premier Grand Prix pour l'écurie à l'occasion de son Grand Prix national, à Melbourne où il se qualifie, sous la pluie, en deuxième position derrière Lewis Hamilton tandis que son coéquipier Sebastian Vettel n'est que douzième. Ricciardo termine deuxième, derrière Nico Rosberg, avant d'être disqualifié car sa monoplace ne respectait pas le débit maximum instantané autorisé en carburant. En Malaisie, il abandonne à cause d'une erreur de ses mécaniciens qui ont mal fixé sa roue avant gauche et d'un aileron avant cassé. À Bahreïn, treizième sur la grille avec dix places de pénalité, il termine quatrième, devançant son coéquipier. Il enchaîne avec deux troisièmes places en Espagne, où il monte sur son premier podium, et à Monaco, à chaque fois derrière Lewis Hamilton et Nico Rosberg.
Au Canada, sixième sur la grille de départ, il remporte son premier Grand Prix, profitant notamment des problèmes des Mercedes. Il remporte le Grand Prix de Hongrie devant Fernando Alonso et Lewis Hamilton, et, à mi-saison, est le seul pilote non Mercedes à avoir remporté des courses. Après la trêve estivale, profitant de l'incident du deuxième tour impliquant les deux Mercedes alors en tête, il remporte le Grand Prix de Belgique.
Daniel Ricciardo termine à la troisième place du championnat, avec huit podiums et 71 points de plus que son coéquipier, le quadruple champion du monde en titre qui se classe cinquième.

### 2015-2016: une victoire et plusieurs déceptions
Vettel rejoignant la Scuderia Ferrari en 2015, l'Australien se retrouve dès lors propulsé leader de son écurie aux côtés du jeune russe Daniil Kvyat. La saison 2015 n'est cependant pas à la hauteur de ses espérances et il ne remporte aucune course. Il termine huitième du championnat du monde, derrière Kvyat.
Parallèlement à sa carrière de pilote, il s'associe avec le fabricant italien de karts Birel-ART et lance la marque Ricciardo Kart.
Ricciardo commence la saison 2016 avec toujours Kvyat comme équipier. Mais à la suite d'une collision causée par ce dernier au Grand Prix de Russie dont Ricciardo est victime, Kvyat est rétrogradé chez Toro Rosso tandis que Max Verstappen est promu chez Red Bull. En Espagne, après l'accrochage entre les deux Mercedes, Ricciardo prend la tête de la course, mais ayant choisi une mauvaise stratégie, il doit se contenter de la quatrième place et laisser la victoire à son coéquipier. À Monaco, il remporte sa première pole position et mène une bonne partie de la course avant d'être victime d'une erreur de ses mécaniciens lors de son dernier arrêt au stand et ne termine que deuxième derrière Lewis Hamilton. Il remporte finalement sa seule victoire de la saison en Malaisie, grâce à l'abandon d'Hamilton qui menait la course et après avoir résisté plusieurs tours aux attaques de son coéquipier Max Verstappen. Il termine la saison troisième du championnat du monde, loin derrière le champion du monde Nico Rosberg et Lewis Hamilton.

### 2017-2018: dernières saisons avec Red Bull

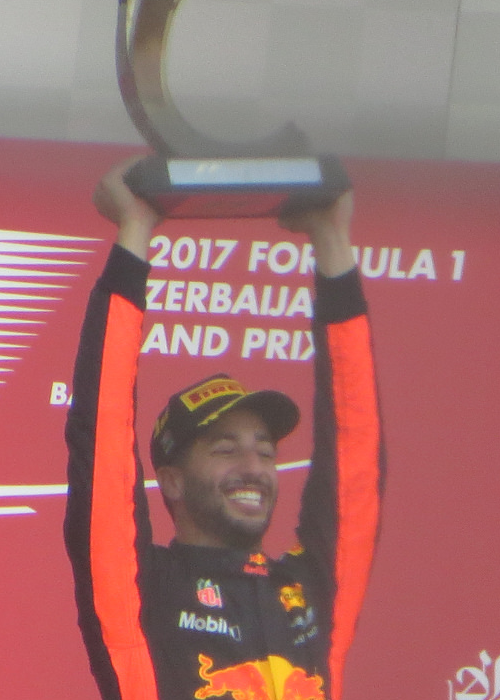
Daniel Ricciardo vainqueur à Bakou le 25 juin 2017.

Lors de cette saison, les trois écuries de pointe, Mercedes, Ferrari et Red Bull, trustent la totalité des podiums, hormis la troisième place de Lance Stroll sur Williams en Azerbaïdjan. Alors que son coéquipier Max Verstappen est trop fréquemment victime de problèmes mécaniques (il totalise sept abandons en tout), Daniel Ricciardo occupe longtemps la quatrième place du classement pilotes grâce à ses nombreuses arrivées dans les trois premiers au volant de la RB13, dont une série de cinq consécutives entre le Grand Prix d'Espagne le 14 mai et celui d'Autriche le 9 juillet. Au milieu de cette série, il remporte la cinquième victoire de sa carrière à Bakou, lors d'une course particulièrement agitée, voire chaotique, ponctuée par plusieurs neutralisations et une interruption au drapeau rouge. Il remonte du fond du peloton et profite d'une relance pour dépasser les deux Williams de Felipe Massa et Lance Stroll, et la Renault de Nico Hülkenberg d'un coup au bout de la longue ligne droite du circuit urbain, construisant ainsi sa victoire. Ce triple dépassement est élu comme le plus beau de l'année. Daniel Ricciardo se classe encore deuxième derrière Lewis Hamilton à Singapour, puis deux fois troisième à Sepang et à Suzuka, établissant son record de podiums sur une saison (9). À cause de trois abandons en fin de saison, alors que Verstappen remonte au classement, il termine cinquième du championnat avec 200 points, devancé pour la 4e place lors de la dernière course par Kimi Raïkkönen.
Pour la manche inaugurale de la saison 2018, Daniel Ricciardo est pénalisé d'un recul de trois places sur la grille pour ne pas avoir respecté un drapeau rouge lors des essais libres. Il s'élance du huitième rang et remonte jusqu'à la quatrième place finale d'une course gagnée par Sebastian Vettel. À Bahreïn, deux semaines plus tard, qualifié en deuxième ligne, il est victime d'une coupure électrique de sa RB14 et abandonne après deux tours. Au Grand Prix de Chine, à Shanghai, sixième des qualifications, il remporte la sixième victoire de sa carrière malgré la casse du turbocompresseur de sa voiture lors de la troisième séance des essais libres, ses mécaniciens parvenant in extremis à la réparer pour qu'il dispute les qualifications. Sixième au 31e tour quand les deux Toro Rosso s'accrochent et provoquent la sortie de la voiture de sécurité, Daniel Ricciardo en profite, ainsi que son coéquipier Max Verstappen, pour plonger dans les stands, chausser des gommes tendres et ressortir en devenant les plus rapides en piste. Contrairement à Verstappen qui part hors piste en tentant de dépasser Lewis Hamilton puis envoie Sebastian Vettel en tête-à-queue, Ricciardo trace efficacement son chemin vers la victoire en dépassant successivement Kimi Räikkönen, Hamilton, Vettel et enfin Valtteri Bottas pour gagner une nouvelle fois sans jamais être parti d'une des trois premières places sur la grille de départ.

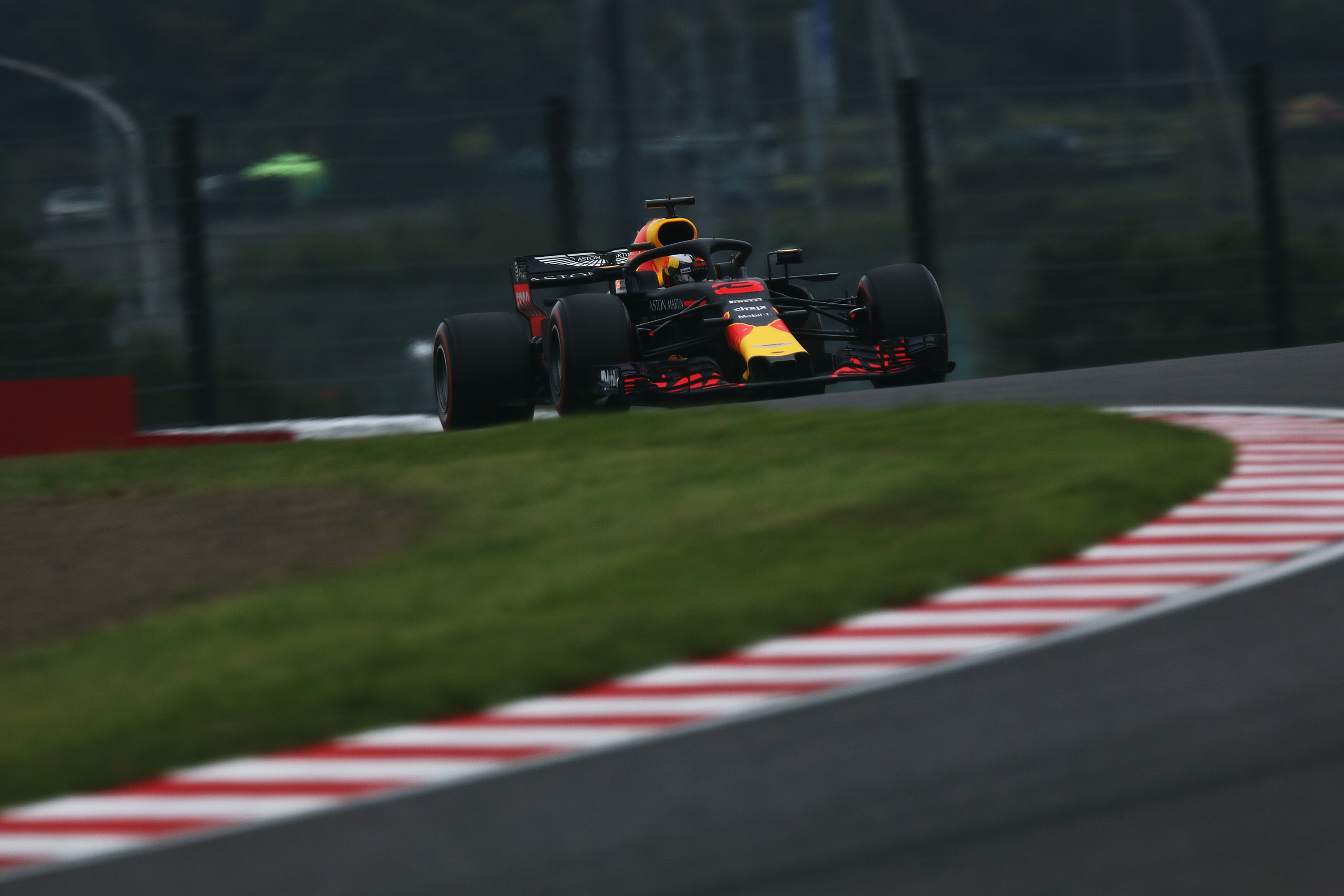
Daniel Ricciardo lors du Grand Prix du Japon 2018.

À Bakou, au quarantième tour de course, alors qu'il tente de dépasser son coéquipier, les deux Red Bull s'accrochent et abandonnent. Lors du Grand Prix d'Espagne, cinquième sur la grille de départ, il achève la course à la même position. Au Grand Prix de Monaco, Daniel Ricciardo domine toutes les séances d'essais (les trois sessions d'essais libres et les trois phases qualificatives), obtient la deuxième pole position de sa carrière et mène toute la course malgré la rupture du MGU-K entraînant une importante perte de puissance de son moteur ; il remporte sa deuxième victoire de la saison et la septième de sa carrière. Après six courses, trois pilotes de trois écuries différentes comptent deux victoires chacun : Sebastian Vettel, Lewis Hamilton et Daniel Ricciardo.
Selon Helmut Marko, un des dirigeants de Red Bull Racing, bien que la valeur marchande de Daniel Ricciardo augmente, l'écurie autrichienne tient absolument à garder son pilote dont le contrat s'achève à la fin de la saison. Des rumeurs récurrentes, démenties par Ricciardo, l'annoncent chez Scuderia Ferrari, voire chez Mercedes,. Daniel Ricciardo est ainsi au centre du marché des transferts pour 2019.
Au Canada, en France et en Hongrie dont il fait le meilleur temps, il termine en quatrième place malgré deux abandons en Autriche, sur un problème d'échappement et en Allemagne, sur une perte de puissance de son moteur Renault.
Le 3 août 2018, Red Bull Racing confirme le départ de Daniel Ricciardo à la fin de la saison 2018, Renault F1 Team annonçant son recrutement pour 2019 et 2020 aux côtés de Nico Hülkenberg,.
À la reprise de la saison, il abandonne en Belgique et en Italie, à la suite des dégâts multiples de sa monoplace lors du départ et sur un problème d'embrayage. À Singapour et en Russie, il termine en sixième place. Lors des qualifications au Japon, il ne se qualifie qu'en quinzième position, à la suite d'un problème mécanique ; il arrive a sauver les meubles en course en terminant quatrième. Il abandonne de nouveau aux États-Unis, sur problème de batterie. Au Mexique, malgré sa pole position, il abandonne, sur problème d'embrayage. Pour ses deux derniers courses avec l'écurie autrichienne, il termine quatrième. À la fin de la saison, il se classe sixième du championnat des pilotes avec 170 points.

### 2019-2020: chez Renault pour deux saisons

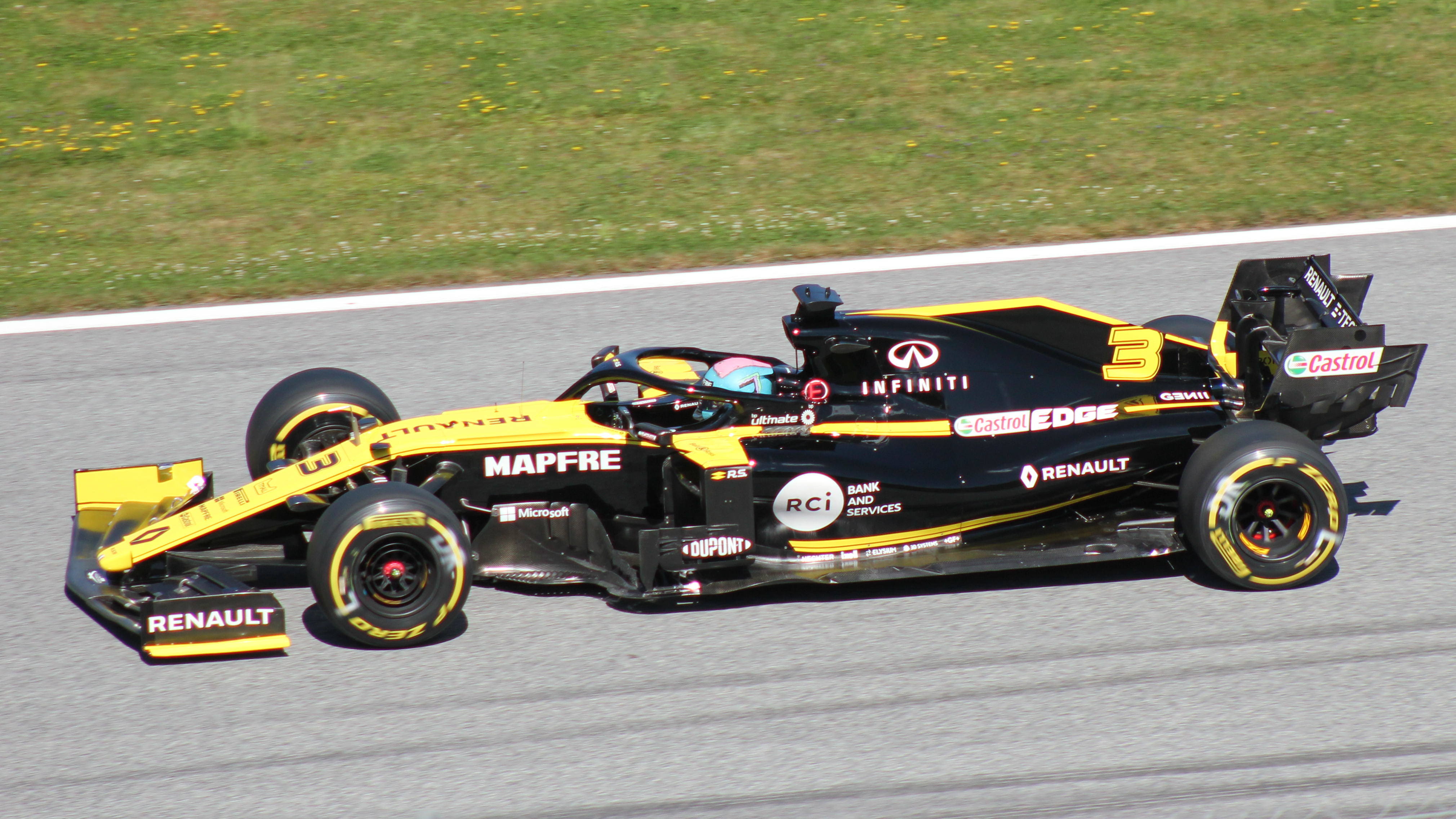
Daniel Ricciardo, avec la Renault R.S.19, au Grand Prix d'Autriche 2019

Daniel Ricciardo débute sous ses nouvelles couleurs pour son Grand Prix national, sur le circuit de l'Albert Park. Qualifié douzième et tassé par Sergio Pérez, il casse son aileron avant au départ,. Après son arrêt au stand, son équipe lui intime d'abandonner.
À Bahreïn, Ricciardo et Nico Hülkenberg abandonnent de concert à quelques tours de l'arrivée à cause d'un problème électrique. Au Grand Prix de Chine, qualifié en septième position, il finit pour la première fois dans les points en se classant septième. À Bakou, qualifie douzième, il abandonne à nouveau après un contact avec Daniil Kvyat. En Espagne, Ricciardo, qualifié en dixième position, est rétrogradé de trois places après son accident lors de la course précédente ; il termine à nouveau hors des points, tout comme son coéquipier. Qualifié à la sixième place à Monaco, Ricciardo termine neuvième à cause d'une mauvaise stratégie d'équipe.
Au Canada, il se qualifie à la quatrième place, une première pour l'équipe depuis dix ans. En course, au terme d'une lutte contre Valtteri Bottas, il termine sixième, juste devant son coéquipier. En France, qualifié en huitième position, il perd deux places au départ mais se rattrape au gré des arrêts au stand. Au terme d'une lutte contre Lando Norris et Kimi Räikkönen, il finit septième mais est rétrogradé à la onzième position à cause d'une pénalité. Il doit attendre Silverstone pour retrouver les points avec une septième place puis il abandonne sur problème mécanique en début de course en Allemagne. Au Grand Prix d'Italie, il tire parti de la bonne forme de sa monoplace pour se qualifier cinquième et terminer quatrième, juste devant son coéquipier.
À Singapour, Ricciardo est disqualifié des qualifications à cause d'un excès de puissance du MGU-K lors de la première phase des qualifications ; parti dernier, il termine quatorzième. En Russie, Ricciardo abandonne, à la suite de dégâts importants dus à son accrochage avec Romain Grosjean lors du premier tour. Au Japon, Ricciardo termine sixième mais il est disqualifié dix jours après le Grand Prix, à la suite d'une réclamation de l'écurie britannique Racing Point F1 Team concernant un système d'ajustement de répartition de freinage en fonction de la distance.
Au Mexique, Ricciardo termine huitième puis, aux États-Unis, termine sixième. Au Brésil, après une course à rebondissement, Ricciardo termine sixième en profitant de la pénalité de Lewis Hamilton. Pour la dernière course de la saison à Abou Dabi, il termine onzième et se classe à la neuvième place du championnat du monde, avec 54 points.
Le 14 mai 2020, il signe un contrat pluriannuel chez l'écurie McLaren.
En Autriche, pour le premier Grand Prix de la saison, Ricciardo abandonne en raison d'un problème de refroidissement de sa monoplace. Lors du Grand Prix de Belgique, Daniel Ricciardo réalise le premier meilleur tour en course de son écurie depuis son retour en 2016 et termine quatrième, derrière les Mercedes et Max Verstappen. Lors du Grand Prix de l'Eifel sur le Nürburgring en Allemagne, l'Australien termine troisième derrière Lewis Hamilton et Max Verstappen et offre à son écurie son premier podium depuis son centième obtenu par Nick Heidfeld en 2011. Il obtient un nouveau podium en Émilie-Romagne et termine 5e du classement des pilotes. Pour son tout dernier tour avec Renault, à Abou Dabi, il glane le point bonus du meilleur tour en course.

### 2021-2022: vainqueur de Grand Prix avec McLaren et départ par la petite porte

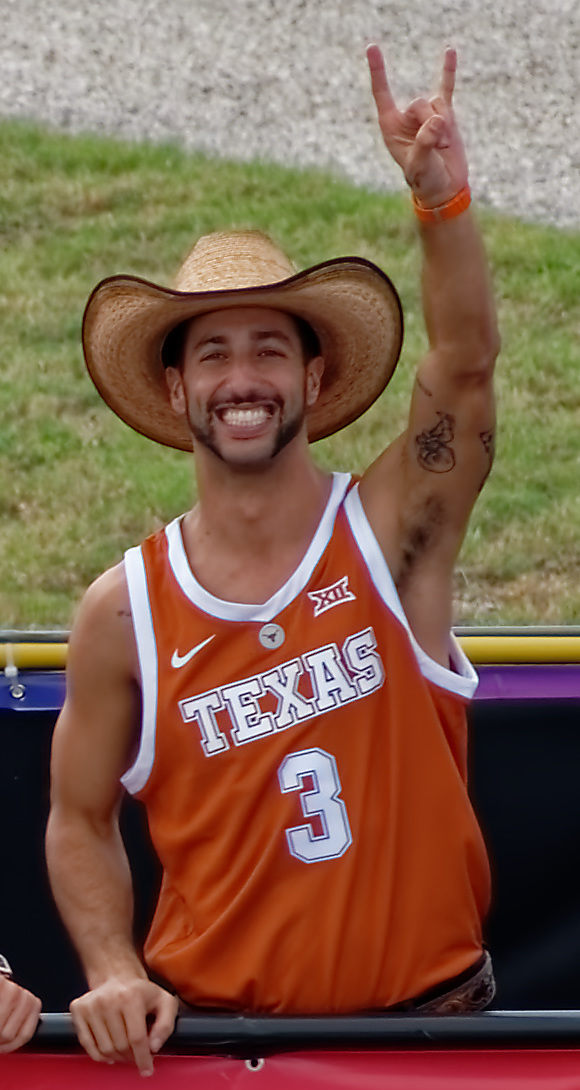
Daniel Ricciardo au Grand Prix des États-Unis 2021.

Sur treize manches au volant de la MCL35M à laquelle il éprouve du mal à adapter son pilotage, Daniel Ricciardo n'atteint que cinq fois la Q3 en qualifications, ne fait pas mieux que sa cinquième place à l'arrivée du Grand Prix de Grande-Bretagne et souffre de la comparaison avec son coéquipier Lando Norris qui creuse de gros écarts par rapport à lui en essais qualificatifs, obtient trois podiums et le devance de 63 points au championnat dont il occupe la troisième place.
Toutefois, lors de la quatorzième manche, à Monza en septembre, il se qualifie en première ligne puis offre à son écurie sa première victoire depuis celle de Jenson Button au Brésil 2012. Son huitième succès intervient 67 Grands Prix après le précédent, au Grand Prix de Monaco 2018, McLaren fêtant par ailleurs un doublé avec la deuxième place de Lando Norris, ce qui ne lui était plus arrivé depuis onze années. Il déclare après sa victoire : « C'est juste fou... mais même au fond du trou je n'ai jamais perdu la foi ou la conviction et je pense que j'avais besoin de prendre du recul et c'est là que le fait d'avoir un peu de temps libre en août a aidé, et oui, vraiment, ça a aidé ce weekend, pour arriver à cette position. C'est, je ne sais pas quel est le mot... c'est rassurant pour moi. Je crois en moi évidemment ; je pense que tout le monde le fait pour arriver à ce point dans le sport. J'ai certainement été mis au défi cette année et vous savez, ce sport est délicat ». Il dit aussi une semaine plus tard : « J'en avais marre d'avoir été nul toute l'année et je me suis dit : "Ouais, allons-y !" Et pour McLaren, ça faisait neuf ans… neuf ans ! Je pensais que trois ans pour moi était déjà une longue traversée du désert mais McLaren a attendu durant neuf ans, c'est fou ! Avoir pu contribuer à interrompre cette série et aider à mettre un sourire sur le visage de chacun dans l'équipe, c'est ce qui me rend le plus heureux. »
Après une saison 2021 compliquée mais avec une victoire à son actif, Ricciardo rate la saison 2022 avec 37 points inscrits contre 122 pour Lando Norris ; il est licencié avant la fin de son contrat prévu jusqu'en 2023 et remplacé par son compatriote Oscar Piastri. Malgré l'offre de Günther Steiner pour que Ricciardo rejoigne Haas, il préfère devenir troisième pilote chez Red Bull Racing.

### 2023-2024: fin de carrière chez AlphaTauri puis Racing Bulls
À la fin de la saison 2022, McLaren rompt son contrat pour le remplacer par le débutant Oscar Piastri ; sans volant de titulaire, il rejoint RedBull en tant que troisième pilote. À partir du Grand Prix de Hongrie, il remplace Nyck de Vries, licencié par la Scuderia AlphaTauri.
Le 25 août 2023, lors de la deuxième séance d'essais libres en marge du Grand Prix des Pays-Bas, il se casse le poignet lors d'un accident et doit être remplacé par Liam Lawson. Lawson le remplace à nouveau au Grand Prix d'Italie, puis au Grand Prix de Singapour mais aussi à celui du Japon et à celui du Qatar. Il reprend le volant lors du Grand Prix des États-Unis où il se classe quinzième. Au Grand Prix du Mexique, il renoue avec les points en terminant septième.
Titulaire chez Racing Bulls en 2024, il réalise une saison décevante, largement dominé par son coéquipier Yuki Tsunoda ; il est remplacé par Liam Lawson après le Grand Prix de Singapour, où il réalise le meilleur tour en course.

## Carrière

### Résultats en formules de promotion
| Saison | Championnat                                 | Écurie             | Courses | Victoires | Pole positions | Meilleurs tours | Podiums | Points | Classement |
| ------ | ------------------------------------------- | ------------------ | ------- | --------- | -------------- | --------------- | ------- | ------ | ---------- |
| 2006   | Formula BMW Asia                            | Eurasia Motorsport | 19      | 2         | 3              | 3               | 12      | 231    | 3e         |
| 2007   | Formula Renault 2.0 Italia                  | RP Motorsport      | 14      | 0         | 0              | 0               | 0       | 196    | 6e         |
| 2008   | Formula Renault 2.0 WEC                     | SG Formula         | 15      | 8         | 9              | 7               | 11      | 192    | Champion   |
| 2008   | Eurocup Formula Renault 2.0                 | SG Formula         | 18      | 6         | 5              | 5               | 7       | 136    | 2e         |
| 2009   | Championnat de Grande-Bretagne de Formule 3 | Carlin Motorsport  | 20      | 7         | 6              | 5               | 13      | 275    | Champion   |
| 2010   | Formule Renault 3.5 Series                  | Tech 1 Racing      | 16      | 4         | 8              | 5               | 8       | 136    | 2e         |
| 2011   | Formule Renault 3.5 Series                  | ISR Racing         | 12      | 1         | 2              | 3               | 6       | 144    | 5e         |

## Résultats en championnat du monde de Formule 1

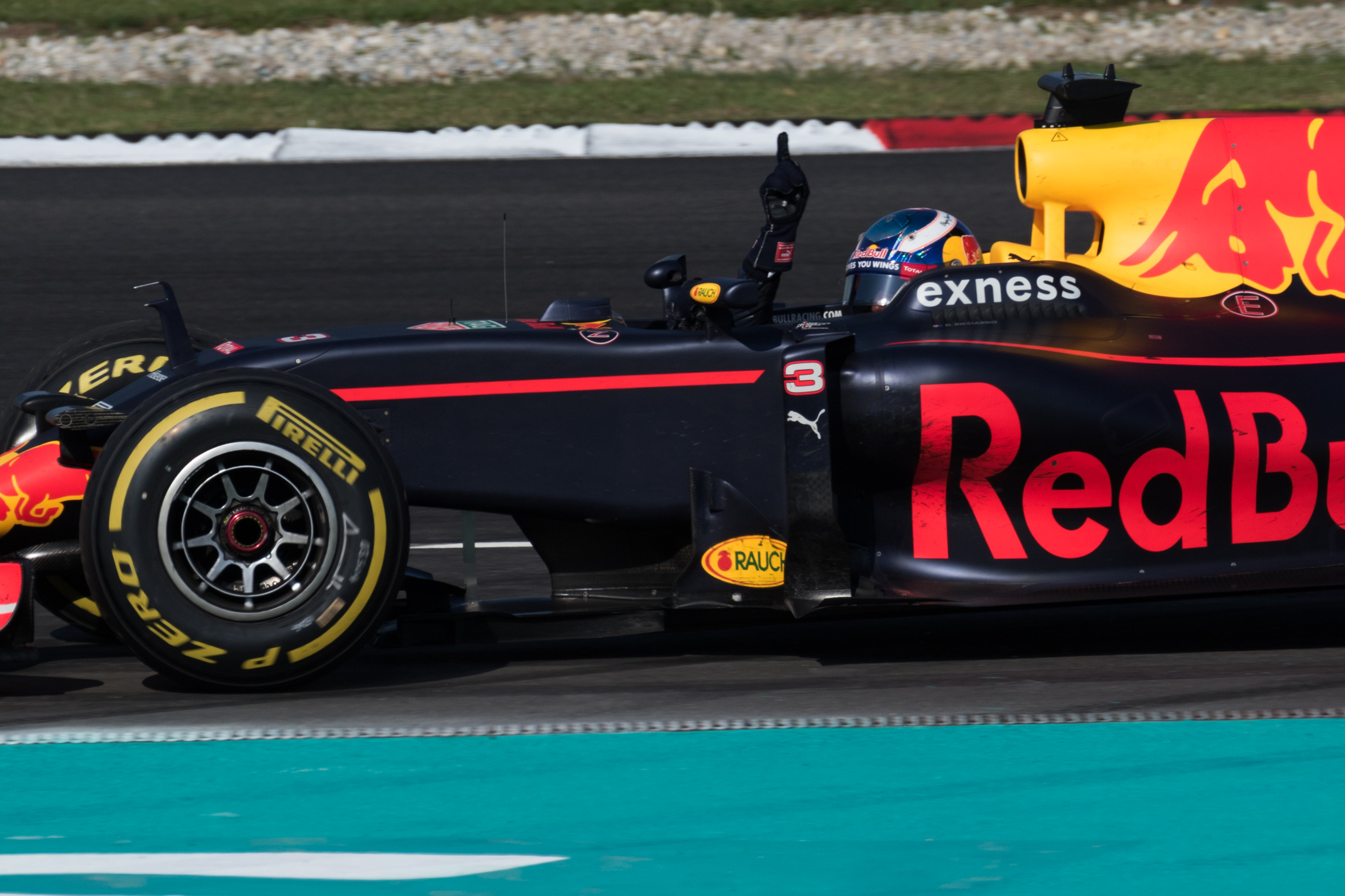
Daniel Ricciardo après sa victoire lors du Grand Prix de Malaisie 2016.

À l'issue du Grand Prix automobile de Singapour 2024 :
- 14 saisons en Formule 1[2].
- 257 départs en Grands Prix.
- 3 pole positions.
- 11 départs en première ligne.
- 8 victoires.
- 6 deuxièmes places en Grand Prix.
- 18 troisièmes places en Grand Prix.
- 32 podiums.
- 1 329 points marqués.
- 135 arrivées dans les points.
- 17 meilleurs tours en course.
- 340 tours en tête
- 1 656 km en tête
- 14 129 tours parcourus
- 71 417 km parcourus
- 39 abandons.
- Débuts en Formule 1 : le 10 juillet 2011 au Grand Prix de Grande-Bretagne, sur le circuit de Silverstone – 19e.
- Première pole position : le 28 mai 2016 au Grand Prix de Monaco, sur le circuit de Monaco.
- Première victoire : le 8 juin 2014 au Grand Prix du Canada, sur le circuit Gilles Villeneuve.

| Saison | Écurie                            | Châssis         | Moteur                                      | Pneus   | GP disputés | Victoires | Podiums | Dans les points | Pole positions | Meilleurs tours | Abandons | Points inscrits | Classement |
| ------ | --------------------------------- | --------------- | ------------------------------------------- | ------- | ----------- | --------- | ------- | --------------- | -------------- | --------------- | -------- | --------------- | ---------- |
| 2011   | HRT Formula One Team              | Hispania F111   | Cosworth V8                                 | Pirelli | 11          | 0         | 0       | 0               | 0              | 0               | 2        | 0               | 27e        |
| 2012   | Scuderia Toro Rosso               | Toro Rosso STR7 | Ferrari V8                                  | Pirelli | 20          | 0         | 0       | 6               | 0              | 0               | 1        | 10              | 18e        |
| 2013   | Scuderia Toro Rosso               | Toro Rosso STR8 | Ferrari V8                                  | Pirelli | 19          | 0         | 0       | 7               | 0              | 0               | 5        | 20              | 14e        |
| 2014   | Infiniti Red Bull Racing          | Red Bull RB10   | Renault V6 turbo hybride                    | Pirelli | 19          | 3         | 8       | 16              | 0              | 1               | 2        | 238             | 3e         |
| 2015   | Infiniti Red Bull Racing          | Red Bull RB11   | Renault V6 turbo hybride                    | Pirelli | 19          | 0         | 2       | 13              | 0              | 3               | 3        | 92              | 8e         |
| 2016   | Red Bull Racing                   | Red Bull RB12   | Tag Heuer V6 turbo hybride                  | Pirelli | 21          | 1         | 8       | 20              | 1              | 4               | 0        | 256             | 3e         |
| 2017   | Red Bull Racing                   | Red Bull RB13   | Tag Heuer V6 turbo hybride                  | Pirelli | 20          | 1         | 9       | 14              | 0              | 1               | 6        | 200             | 5e         |
| 2018   | Aston Martin Red Bull Racing      | Red Bull RB14   | Tag Heuer V6 turbo hybride                  | Pirelli | 21          | 2         | 2       | 13              | 2              | 4               | 8        | 170             | 6e         |
| 2019   | Renault F1 Team                   | Renault R.S.19  | Renault V6 turbo hybride                    | Pirelli | 21          | 0         | 0       | 8               | 0              | 0               | 5        | 54              | 9e         |
| 2020   | Renault DP World F1 Team          | Renault R.S.20  | Renault V6 turbo hybride                    | Pirelli | 17          | 0         | 2       | 14              | 0              | 2               | 1        | 119             | 5e         |
| 2021   | McLaren F1 Team                   | McLaren MCL35M  | Mercedes-AMG V6 turbo hybride               | Pirelli | 22          | 1         | 1       | 13              | 0              | 1               | 1        | 115             | 8e         |
| 2022   | McLaren F1 Team                   | McLaren MCL36   | Mercedes-AMG V6 turbo hybride               | Pirelli | 22          | 0         | 0       | 7               | 0              | 0               | 3        | 37              | 11e        |
| 2023   | Scuderia AlphaTauri               | AlphaTauri AT04 | Red Bull Powertrains-Honda V6 turbo hybride | Pirelli | 7           | 0         | 0       | 1               | 0              | 0               | 0        | 6               | 17e        |
| 2024   | Visa Cash App RB Formula One Team | VCARB 01        | Red Bull Powertrains-Honda V6 turbo hybride | Pirelli | 18          | 0         | 0       | 3               | 0              | 1               | 2        | 12              | 13e        |
|        | Total                             |                 |                                             |         | 257         | 8         | 32      | 135             | 3              | 17              | 39       | 1329            |            |

| Saison        | Écurie                            | Châssis               | Moteur                                               | Pneus | 1        | 2        | 3      | 4        | 5        | 6        | 7      | 8      | 9        | 10     | 11       | 12       | 13        | 14        | 15        | 16        | 17        | 18       | 19       | 20       | 21       | 22     | 23  | 24  | Classement | Points inscrits |
| ------------- | --------------------------------- | --------------------- | ---------------------------------------------------- | ----- | -------- | -------- | ------ | -------- | -------- | -------- | ------ | ------ | -------- | ------ | -------- | -------- | --------- | --------- | --------- | --------- | --------- | -------- | -------- | -------- | -------- | ------ | --- | --- | ---------- | --------------- |
| 2011          | HRT Formula One Team              | Hispania F111         | Cosworth V8 CA2011                                   | P     | AUS      | MAL      | CHI    | TUR      | ESP      | MON      | CAN    | EUR    | GBR 19   | ALL 19 | HON 18   | BEL Abd. | ITA Nc.   | SIN 19    | JPN 22    | COR 19    | IND 18    | ABU Abd. | BRE 20   |          |          |        |     |     | 27e        | 0               |
| 2012          | Scuderia Toro Rosso               | Toro Rosso STR7       | Ferrari V8 056                                       | P     | AUS 9    | MAL 12   | CHI 17 | BAH 15   | ESP 13   | MON Abd. | CAN 14 | EUR 11 | GBR 13   | ALL 13 | HON 15   | BEL 9    | ITA 12    | SIN 9     | JPN 10    | COR 9     | IND 13    | ABU 10   | USA 12   | BRE 13   |          |        |     |     | 18e        | 10              |
| 2013          | Scuderia Toro Rosso               | Toro Rosso STR8       | Ferrari V8 056                                       | P     | AUS Abd. | MAL 18*  | CHI 7  | BAH 16   | ESP 10   | MON Abd. | CAN 15 | GBR 8  | ALL 12   | HON 13 | BEL 10   | ITA 7    | SIN Abd.  | COR 19*   | JPN 13    | IND 10    | ABU 16    | USA 11   | BRE 10   |          |          |        |     |     | 14e        | 20              |
| 2014          | Infiniti Red Bull Racing          | Red Bull RB10         | Renault V6 turbo hybride Energy F1-2014              | P     | AUS Dsq. | MAL Abd. | BHR 4  | CHI 4    | ESP 3    | MON 3    | CAN 1  | AUT 8  | GBR 3    | ALL 6  | HON 1    | BEL 1    | ITA 5     | SIN 3     | JPN 4     | RUS 7     | USA 3     | BRE Abd. | ABU 4    |          |          |        |     |     | 3e         | 238             |
| 2015          | Infiniti Red Bull Racing          | Red Bull RB11         | Renault V6 turbo hybride Energy F1-2015              | P     | AUS 6    | MAL 10   | CHI 9  | BHR 6    | ESP 7    | MON 5    | CAN 13 | AUT 10 | GBR Abd. | HON 3  | BEL Abd. | ITA 8    | SIN 2     | JPN 15    | RUS 15*   | USA 10    | MEX 5     | BRE 11   | ABU 6    |          |          |        |     |     | 8e         | 92              |
| 2016          | Red Bull Racing                   | Red Bull RB12         | TAG Heuer V6 turbo hybride R.E.16                    | P     | AUS 4    | BHR 4    | CHI 4  | RUS 11   | ESP 4    | MON 2    | CAN 7  | EUR 7  | AUT 5    | GBR 4  | HON 3    | ALL 2    | BEL 2     | ITA 5     | SIN 2     | MAL 1     | JPN 6     | USA 3    | MEX 3    | BRE 8    | ABU 5    |        |     |     | 3e         | 256             |
| 2017          | Red Bull Racing                   | Red Bull RB13         | TAG Heuer V6 turbo hybride R.E.17                    | P     | AUS Abd. | CHI 4    | BHR 5  | RUS Abd. | ESP 3    | MON 3    | CAN 3  | AZE 1  | AUT 3    | GBR 5  | HON Abd. | BEL 3    | ITA 4     | SIN 2     | MAL 3     | JPN 3     | USA Abd.  | MEX Abd. | BRE 6    | ABU Abd. |          |        |     |     | 5e         | 200             |
| 2018          | Aston Martin Red Bull Racing      | Red Bull RB14         | TAG Heuer V6 turbo hybride R.E.18                    | P     | AUS 4    | BAH Abd. | CHI 1  | AZE Abd. | ESP 5    | MON 1    | CAN 4  | FRA 4  | AUT Abd. | GBR 5  | ALL Abd. | HON 4    | BEL Abd.  | ITA Abd.  | SIN 6     | RUS 6     | JAP 4     | USA Abd. | MEX Abd. | BRÉ 4    | ABU 4    |        |     |     | 6e         | 170             |
| 2019          | Renault F1 Team                   | Renault R.S.19        | Renault V6 turbo hybride E-Tech 19                   | P     | AUS Abd. | BAH 18*  | CHI 7  | AZE Abd. | ESP 12   | MON 9    | CAN 6  | FRA 11 | AUT 12   | GBR 7  | ALL Abd. | HON 14   | BEL 14    | ITA 4     | SIN 14    | RUS Abd.  | JAP Dsq.  | MEX 8    | USA 6    | BRE 6    | ABU 11   |        |     |     | 9e         | 54              |
| 2020          | Renault DP World F1 Team          | Renault R.S.20        | Renault V6 turbo hybride E-Tech 20                   | P     | AUT Abd. | STY 8    | HON 8  | GBR 4    | 70e 14   | ESP 11   | BEL 4  | ITA 6  | TOS 4    | RUS 5  | EIF 3    | POR 9    | EMI 3     | TUR 10    | BAH 7     | SAK 5     | ABU 7     |          |          |          |          |        |     |     | 5e         | 119             |
| 2021          | McLaren F1 Team                   | McLaren MCL35M        | Mercedes-AMG V6 turbo hybride F1 M12 E               | P     | BAH 7    | EMI 6    | POR 9  | ESP 6    | MON 12   | AZE 9    | FRA 6  | STY 13 | AUT 7    | GBR 5  | HON 11   | BEL 4    | P-B 11    | ITA 1     | RUS 4     | TUR 16    | USA 5     | MEX 12   | BRE Abd. | QAT 12   | SAU 5    | ABU 12 |     |     | 8e         | 115             |
| 2022          | McLaren F1 Team                   | McLaren MCL36         | Mercedes-AMG V6 turbo hybride F1 M13 E Performance   | P     | BAH 14   | ARA Abd. | AUS 6  | EMI 18   | MIA 13   | ESP 12   | MON 13 | AZE 8  | CAN 11   | GBR 13 | AUT 9    | FRA 9    | HON 15    | BEL 15    | P-B 17    | ITA Abd.  | SIN 5     | JAP 11   | USA 16   | MEX 7    | SAO Abd. | ABU 9  |     |     | 11e        | 37              |
| 2023          | Scuderia AlphaTauri               | AlphaTauri AT04       | Honda Red Bull Powertrains V6 turbo hybride RBPTH001 | P     | BAH      | SAU      | AUS    | AZE      | MIA      | MON      | ESP    | CAN    | AUT      | GBR    | HON 13   | BEL 16   | P-B Forf. | ITA Forf. | SIN Forf. | JAP Forf. | QAT Forf. | USA 15   | MEX 7    | BRE 13   | LVE 14   | ABU 11 |     |     | 17e        | 6               |
| 2024          | Visa Cash App RB Formula One Team | Racing Bulls VCARB 01 | Honda RBPT V6 turbo hybride RBPTH002                 | P     | BAH 13   | SAU 16   | AUS 12 | JAP Abd. | CHN Abd. | MIA 15   | EMI 13 | MON 12 | CAN 8    | ESP 15 | AUT 9    | GBR 13   | HON 12    | BEL 10    | P-B 12    | ITA 13    | AZE 13    | SIN 18   | USA      | MEX      | SAO      | LVE    | QAT | ABU | 13e        | 12              |
| Légende : ici |                                   |                       |                                                      |       |          |          |        |          |          |          |        |        |          |        |          |          |           |           |           |           |           |          |          |          |          |        |     |     |            |                 |

### Victoires en championnat du monde de Formule 1
| # | Année | Manche | Date              | Grand Prix  | Circuit           | Grille        | Écurie             | Voiture | Résumé |
| - | ----- | ------ | ----------------- | ----------- | ----------------- | ------------- | ------------------ | ------- | ------ |
| 1 | 2014  | 07/19  | 8 juin 2014       | Canada      | Gilles-Villeneuve | 6e            | Red Bull-Renault   | RB10    | Résumé |
| 2 | 2014  | 11/19  | 26 juillet 2014   | Hongrie     | Hungaroring       | 4e            | Red Bull-Renault   | RB10    | Résumé |
| 3 | 2014  | 12/19  | 24 août 2014      | Belgique    | Spa-Francorchamps | 5e            | Red Bull-Renault   | RB10    | Résumé |
| 4 | 2016  | 16/21  | 2 octobre 2016    | Malaisie    | Sepang            | 4e            | Red Bull-TAG Heuer | RB12    | Résumé |
| 5 | 2017  | 08/20  | 26 juin 2017      | Azerbaïdjan | Bakou             | 10e           | Red Bull-TAG Heuer | RB13    | Résumé |
| 6 | 2018  | 03/21  | 15 avril 2018     | Chine       | Shanghai          | 6e            | Red Bull-TAG Heuer | RB14    | Résumé |
| 7 | 2018  | 06/21  | 27 mai 2018       | Monaco      | Monaco            | Pole position | Red Bull-TAG Heuer | RB14    | Résumé |
| 8 | 2021  | 14/22  | 12 septembre 2021 | Italie      | Monza             | 2e            | McLaren-Mercedes   | MCL35M  | Résumé |

### Résultats par Grands Prix
(Mis à jour après le Grand Prix automobile d'Italie 2022)
| Grand Prix       | Nombre | Pole positions | Meilleurs tours | Podiums | Hat-Tricks | Dans les points | Victoires | Année de la victoire | Abandons | Points |
| ---------------- | ------ | -------------- | --------------- | ------- | ---------- | --------------- | --------- | -------------------- | -------- | ------ |
| Abou Dabi        | 11     | 0              | 2               | 0       | 0          | 6               | 0         |                      | 2        | 62     |
| Allemagne        | 7      | 0              | 1               | 1       | 0          | 2               | 0         |                      | 2        | 26     |
| Arabie Saoudite  | 2      | 0              | 0               | 0       | 1          | 0               | 0         |                      | 1        | 0      |
| Australie        | 9      | 0              | 2               | 0       | 0          | 5               | 0         |                      | 3        | 42     |
| Autriche         | 9      | 0              | 0               | 1       | 0          | 5               | 0         |                      | 2        | 38     |
| Azerbaïdjan      | 5      | 0              | 0               | 1       | 0          | 3               | 1         | 2017                 | 2        | 31     |
| Bahreïn          | 11     | 0              | 0               | 0       | 0          | 6               | 0         |                      | 2        | 54     |
| Belgique         | 12     | 0              | 1               | 3       | 0          | 7               | 1         | 2014                 | 3        | 80     |
| Brésil           | 10     | 0              | 0               | 0       | 0          | 5               | 0         |                      | 2        | 33     |
| Canada           | 9      | 0              | 1               | 2       | 0          | 5               | 1         | 2014                 | 0        | 66     |
| Chine            | 9      | 0              | 1               | 1       | 0          | 7               | 1         | 2018                 | 0        | 75     |
| Corée du Sud     | 3      | 0              | 0               | 0       | 0          | 1               | 0         |                      | 1        | 2      |
| Eifel            | 1      | 0              | 0               | 1       | 0          | 1               | 0         |                      | 0        | 15     |
| Espagne          | 11     | 0              | 1               | 2       | 0          | 7               | 0         |                      | 0        | 67     |
| Émilie-Romagne   | 3      | 0              | 0               | 1       | 0          | 2               | 0         |                      | 0        | 26     |
| États-Unis       | 9      | 0              | 0               | 2       | 0          | 5               | 0         |                      | 2        | 49     |
| Europe           | 2      | 0              | 0               | 0       | 0          | 1               | 0         |                      | 0        | 6      |
| France           | 4      | 0              | 0               | 0       | 0          | 3               | 0         |                      | 0        | 22     |
| Grande-Bretagne  | 12     | 0              | 0               | 1       | 0          | 8               | 0         |                      | 1        | 79     |
| Hongrie          | 12     | 0              | 2               | 3       | 0          | 5               | 1         | 2014                 | 1        | 71     |
| Inde             | 3      | 0              | 0               | 0       | 0          | 1               | 0         |                      | 0        | 1      |
| Italie           | 11     | 0              | 2               | 1       | 0          | 8               | 1         | 2021                 | 2        | 89     |
| Japon            | 9      | 0              | 0               | 1       | 0          | 5               | 0         |                      | 0        | 48     |
| Malaisie         | 6      | 0              | 0               | 2       | 0          | 3               | 1         | 2016                 | 2        | 41     |
| Mexique          | 6      | 1              | 1               | 1       | 0          | 3               | 0         |                      | 2        | 29     |
| Miami            | 1      | 0              | 0               | 0       | 0          | 0               | 0         |                      | 0        | 0      |
| Monaco           | 10     | 2              | 1               | 4       | 0          | 6               | 1         | 2018                 | 2        | 85     |
| Pays-Bas         | 2      | 0              | 0               | 0       | 0          | 0               | 0         |                      | 0        | 0      |
| Portugal         | 2      | 0              | 0               | 0       | 0          | 2               | 0         |                      | 0        | 4      |
| Qatar            | 1      | 0              | 0               | 0       | 0          | 0               | 0         |                      | 0        | 0      |
| Russie           | 8      | 0              | 0               | 0       | 0          | 3               | 0         |                      | 3        | 36     |
| Sakhir           | 1      | 0              | 0               | 0       | 0          | 1               | 0         |                      | 0        | 10     |
| Singapour        | 9      | 0              | 2               | 4       | 0          | 6               | 0         |                      | 1        | 79     |
| Styrie           | 2      | 0              | 0               | 0       | 0          | 1               | 0         |                      | 0        | 4      |
| Toscane          | 1      | 0              | 0               | 0       | 0          | 1               | 0         |                      | 0        | 12     |
| Turquie          | 2      | 0              | 0               | 0       | 0          | 1               | 0         |                      | 0        | 1      |
| 70e anniversaire | 1      | 0              | 0               | 0       | 0          | 0               | 0         |                      | 0        | 0      |
| Total            | 226    | 3              | 16              | 32      | 0          | 129             | 8         |                      | 36       | 1293   |

## Divers
En partenariat avec Birel-ART, Daniel Ricciardo crée en 2014 Ricciardo Kart, sa propre entreprise qui produit des châssis de go-kart.
Sur le podium du Grand Prix d'Allemagne 2016, Ricciardo célèbre sa performance en versant du champagne dans sa chaussure puis en le buvant. Cette tradition australienne, nommée shoey, a été initiée par son compatriote du Moto GP Jack Miller, et imitée par Valentino Rossi. Depuis, il n'hésite pas à faire boire les interviewers sur le podium, comme Mark Webber ou encore les acteurs Gerard Butler et Patrick Stewart. Quelques pilotes ont également eu droit au shoey aux côtés de Ricciardo, mais ceux-ci semblent en règle générale moins emballés par cette pratique. Lewis Hamilton considère par exemple cela comme étant quelque chose de "dégoûtant".
Il lance en 2017 sa propre boutique en ligne de vêtements. Il y propose des t-shirts, des sweatshirts ou encore des casquettes avec son logo, qui représente ses initiales DR.
Il a créé la marque de vêtements Enchanté
Il produit du vin en collaboration avec le vignoble St Hugo à Barossa Valley.